# 恵明寺 (葛飾区)
恵明寺（えみょうじ）は、東京都葛飾区にある真言宗智山派の寺院。新四国四箇領八十八箇所霊場第11番札所。

## 歴史
1276年（建治2年）または1278年（弘安元年）に開山された。建治説は『新編武蔵風土記稿』に、弘安説は過去帳や矢沢家文書（亀有村旧名主）に基づいている。
その後の戦乱で一時廃寺化したが、延宝年間（1673年-1681年）に法印快真が中興した。1736年（元文元年）の江戸幕府第8代将軍徳川吉宗の鶴御成以来、御膳所（休憩所）に指定された。
現在の本堂は、1973年（昭和48年）に改築されたものである。

## 交通アクセス
- 亀有駅より徒歩5分（経路案内）。